# Litani (reka)
Reka Litani arabsko نهر الليطاني, latinizirano: Nahr al-Līṭānī, klasični Leontes (grško Λέοντες, prečrkov. Léontes, dobes. "levji"), je pomemben vodni vir v južnem Libanonu. Reka izvira v rodovitni dolini Beka, zahodno od Baalbeka, in se izliva v Sredozemsko morje severno od Tira. Z več kot 140 km dolžine je reka Litani najdaljša reka v Libanonu in zagotavlja povprečni letni pretok, ocenjen na 920 milijonov kubičnih metrov. Vode reke Litani izvirajo in tečejo v celoti znotraj meja Libanona. Zagotavlja pomemben vir za oskrbo z vodo, namakanje in hidroelektrično energijo v južnem Libanonu in državi kot celoti.

## Etimologija
Reka Litani je dobila ime po ugaritskem božanstvu Ltn (izgovorjeno līyitānu), sedemglavi morski kači in služabniku boga morja Jama. ī v libanonskem imenu ohranja domnevni ī v ugaritščini. Verjeli so, da je reka, ki se vije in zvija kot kača skozi dolino Beka, poosebljenje božanstva.

## Zgodovina
Zgodovinarji so v preteklosti trdili, da je bila lokacija biblijskega Misrefhotha Maima, kraja, kamor je Jozue pregnal različna plemena po porazu pri vodah Meroma, ustje reke Litani, vendar je malo verjetno kot ime Litani je pred biblijsko zgodbo.
Litani je bila naravna meja, ki je preprečila Selevkidom, da bi posegli v ptolemajsko oblast v Levantu.

## Južni tok
Potem ko gre reka proti jugu vzporedno s sirsko mejo, se tok reke močno obrne proti zahodu. V bližini tega ovinka se Litani približa pet km od reke Hasbani.

## Qasimiyeh
Del reke, ki teče proti zahodu, se imenuje Qasimiyeh. Regija Qasmieh-Ras-el-Aïn, ki se namaka iz spodnjega toka reke iz glavnih namakalnih kanalov proti jugu in severu, je eno največjih namakanih območij v državi, obsega 32,64 km², ki si ga deli 1257 kmetov namakalcev, ki se gojijo citruse in banane (Raad 2004). Na celotnem odseku Qasimiyeh, ko se izliva v Sredozemsko morje, reka Litani ostaja skoraj vzporedna (in približno 29 km severno od) izraelsko-libanonske meje. 10 km severno od Tira reko prečka antični most čez Leontes. Junija 1941 je bilo ustje reke prizorišče napada britanskih komandosov in avstralskih vojakov na vichyjske francoske sile, ki je postal znan kot bitka pri reki Litani.

## Jez reke Litani
Jezero Karun (arabsko بحيرة القرعون / ALA-LC: Buḥayrat al-Qara‘ūn), umetno jezero velikosti 12 kvadratnih kilometrov, je nastalo z zajezitvijo reke Litani, jezom visokim 60 metrov in dolgim 1350 metrov, ki je bil dokončan leta 1959. Preliv 6503 metrov vodi vodo do podzemne postaje, kjer generatorji proizvedejo največ 185 megavatov električne energije, največji hidroelektrični projekt v Libanonu. Jez naj bi sčasoma zagotavljal namakanje 310 km² kmetijskih zemljišč v južnem Libanonu in 80 km² v dolini Beka. Pisarna je na južnem koncu jezera na levi strani. Ob jezeru je hotel in številne restavracije, specializirane za sveže postrvi.
Voda reke Litani je visoke kakovosti. Slanost je 20 ppm (delcev na milijon), voda Galilejskega jezera ima na primer bistveno višjo slanost: 250-350 ppm.

## Uprava reke Litani
Uprava reke Litani je bila ustanovljena leta 1954, da bi olajšala celovit razvoj porečja reke Litani. Kmalu po ustanovitvi se je oblast vključila v obsežen projekt razvoja hidroelektrarn, ki je izkoristil 850 metrov višine potenciala med jezerom Qaraoun in Sredozemljem. Ta razvoj je prinesel velike hidrološke spremembe v porečju reke Litani, kjer se tokovi iz njenega zgornjega toka nad jezerom Qaraoun, imenovanim porečje Zgornjega Litanija, preusmerijo skozi sistem predorov, ribnikov in rastlin, da bi se srečala s Sredozemljem nekaj kilometrov severno od prvotnega naravnega izliva. Te spremembe so povzročile učinkovito hidrološko ločitev med zgornjim porečjem Litani in spodnjim tokom. Pojav dolgotrajnih državljanskih spopadov v 1970-ih, ki jim je sledila dolgotrajna okupacija v 1980-ih, ki je trajala v 1990-ih, so državo pahnili v razsulo, zamrznili razvoj in naložbe v infrastrukturo. Kasnejša vrnitev v normalne razmere je rečno upravo spodbudila, da je sprožila več velikih projektov preusmeritve vode iz porečja Zgornji Litani, vrednih več sto milijonov ameriških dolarjev.

## Mostovi čez Litanije
(Jisr v arabščini pomeni most)
- Jisr el Kasmieh (Leontov most)
- Jisr el Akai
- Jisr el Khardali
- Jisr el Khatueh (Kakhieh)
- Jisr el Burghuz
- Jisr el Meshghara
- Jisr el Karaoum

## Pomen litanije v konfliktu na Bližnjem vzhodu
Oskrba z vodo je ključnega pomena za konflikt na Bližnjem vzhodu. Izrael, vključno s palestinskimi ozemlji, in Libanon ne moreta v celoti zadovoljiti svojih potreb po vodi. Z libanonske strani trdijo, da je Izrael žejen vode reke Litani in tako iskali razlog za osvojitev Golanskega višavja leta 1967 in libanonsko vojno leta 1982. Trditev, da je Izrael že črpal vode reke Litani skozi podzemne tunelske vrtine, še ni bila utemeljena.
V povezavi z vojaškimi razmerami v konfliktu na Bližnjem vzhodu je Izrael na Litani gledal kot na mejo, katere prehod npr. s strani sirskih vojakov bi veljalo za resno grožnjo lastni varnosti. Kot del operacije Litani leta 1978 in med libanonsko vojno 1982-1985 so območje južno od reke zasedle izraelske enote.

### Splošni in navedeni viri
- Ramadan, H. H., Beighley, R. E. and Ramamurthy, A. S. (2013). "Temperature and precipitation trends in Lebanon's largest river: the Litani Basin”, American Society of Civil Engineers, Journal of Water Resources Planning and Management, 139 (1), pp. 86–95.
- Ramadan, H.H., Ramamurthy, A.S., and Beighley, R.E (2012). "Inter-annual temperature and precipitation variations over the Litani Basin in response to atmospheric circulation patterns”, Theoretical and Applied Climatology, Volume 108, Numbers 3-4 (2012), pp. 563–577.
- Ramadan, H.H., Beighley R.E. and Ramamurthy A.S. (2012). "Modeling Streamflow Trends for a Watershed with Limited Data: A case on the Litani Basin, Lebanon” Hydrological Sciences Journal, 57 (8), pp. 1516–1529.
- Ramadan, H.H., Ramamurthy A.S. and Beighley R.E. (2013). "Sensitivity of the Litani Basin’s runoff in Lebanon to climate change.” International Journal of Environment and Pollution (in press).
- Bregman, Ahron (2002). Israel's Wars: A History Since 1947. London: Routledge. ISBN 0-415-28716-2
- Raad, Daoud, 2004. "Localized irrigation in Qasmieh-Ras-el-Aïn: a technique to be encouraged" pdf file
- Amery, H. A. 1993. "The Litani River of Lebanon", Geographical Review 83 (3) pp229–237.
- Where the western Litani empties into the Mediterranean, on Wikimapia
- Old Feud Over Lebanese River Takes New Turn
- Assaf, Hamed and Saadeh, Mark. "Development of an Integrated Decision Support System for Water Quality Control in the Upper Litani Basin, Lebanon", Proceedings of the iEMSs Third Biennial Meeting, "Summit on Environmental Modelling and Software". International Environmental Modelling and Software Society, Burlington, USA, July 2006.